# Palais du Planalto
Le palais du Planalto (en portugais : Palácio do Planalto) est un édifice public officiel de la république fédérative du Brésil, situé à Brasilia, capitale du pays. Il est le siège officiel et lieu de travail du président de la République et du gouvernement fédéral.
L'une des annexes du palais du Planalto est le siège officiel et le lieu de travail du vice-président de la République.

## Situation
Il est situé à Brasília, au nord de la Place des Trois Pouvoirs.

## Architecture
Construit sur les plans de l'architecte Oscar Niemeyer, et par l'ingénieur Joaquim Cardozo, le bâtiment est composé de verre, d'un large toit de béton blanc, soutenu par une série de colonnes recouvertes de marbre blanc.

## Histoire
Construit à partir de juillet 1958, le palais est inauguré le 21 avril 1960 par Juscelino Kubitschek.
Le 8 janvier 2023, le palais est envahi et saccagé par des partisans de Jair Bolsonaro, refusant la défaite de celui-ci, qui s'en prennent également au Palais du Congrès national et du Tribunal suprême fédéral, tous situés sur la place des Trois Pouvoirs.

## Galerie

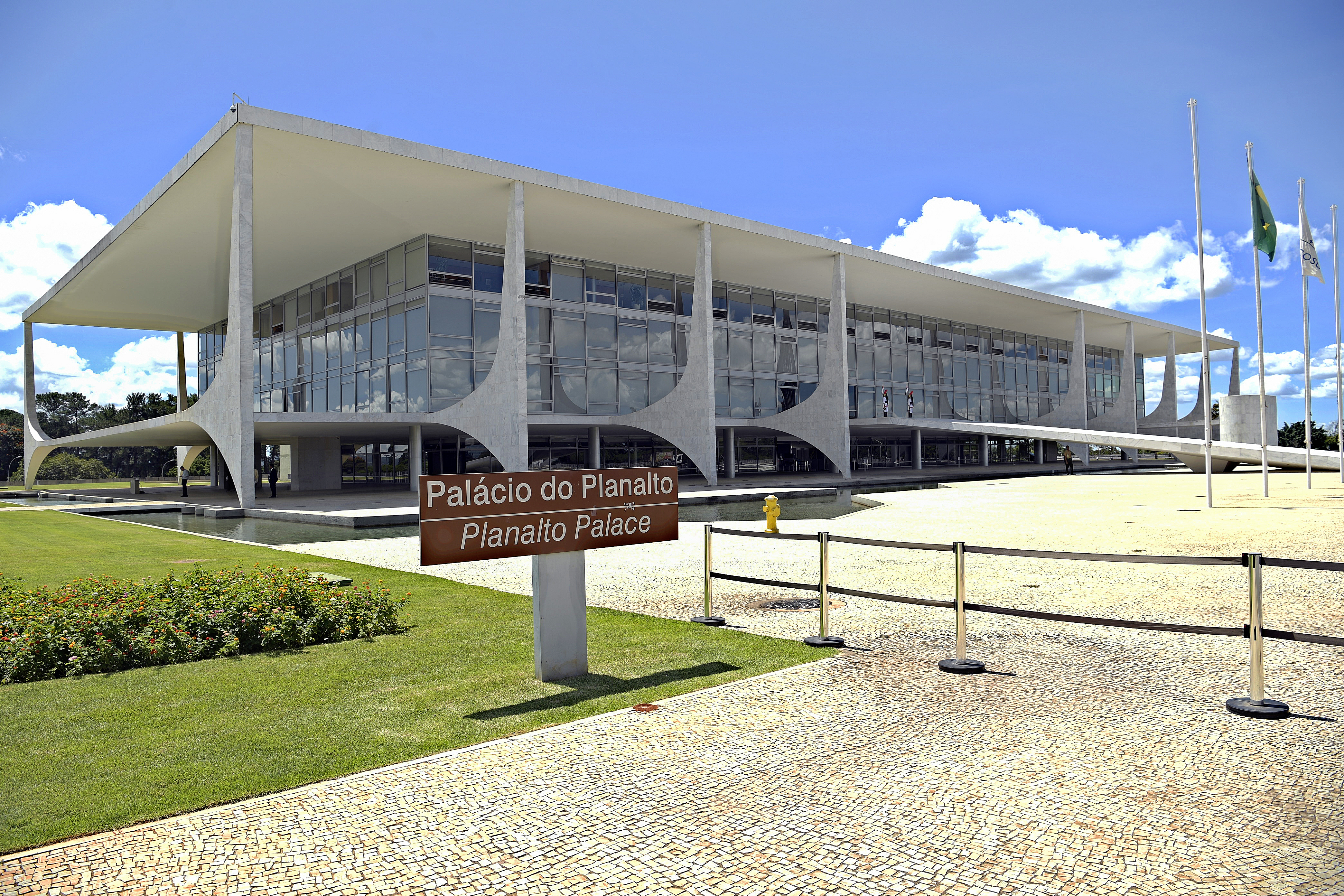
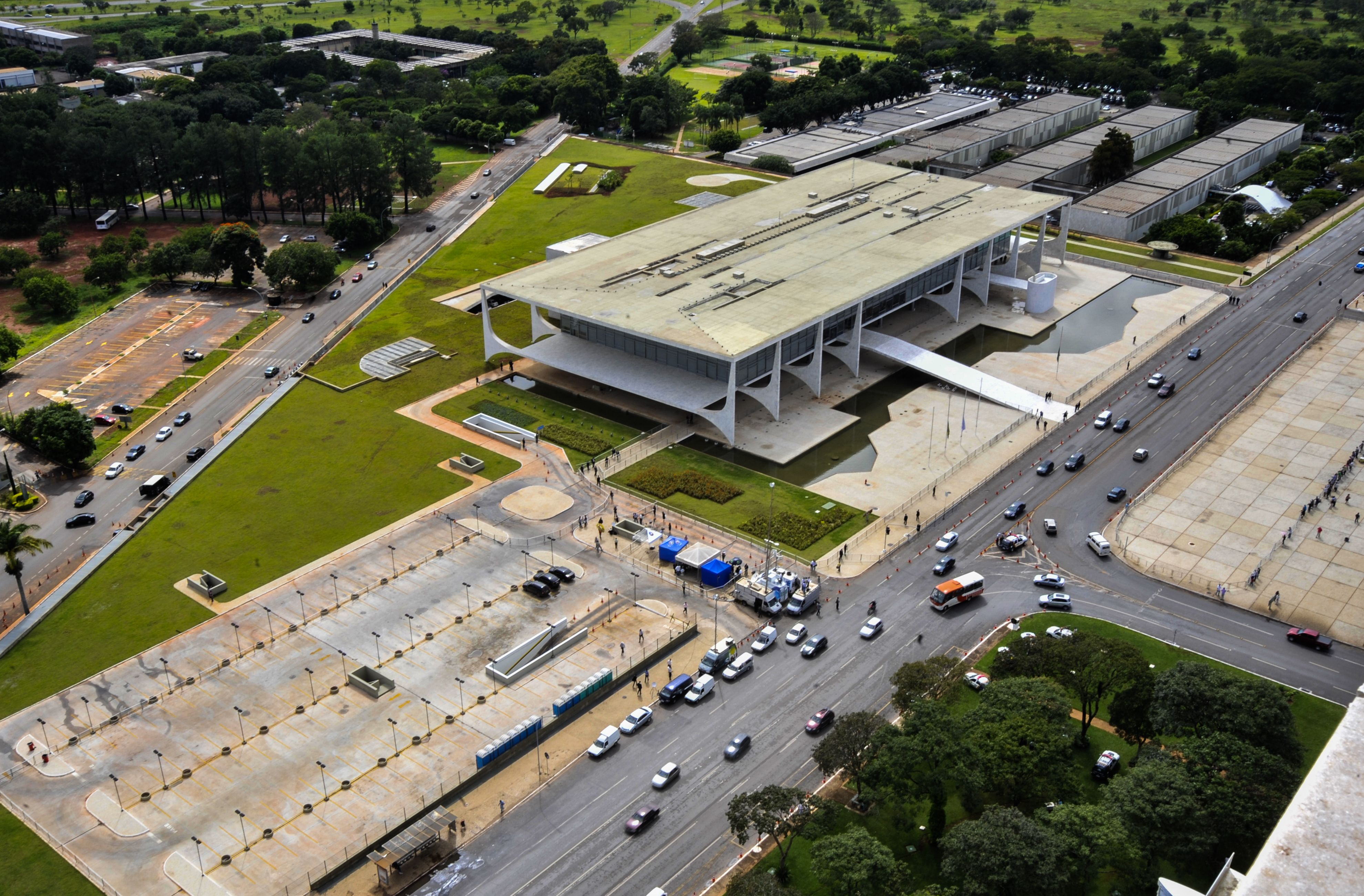
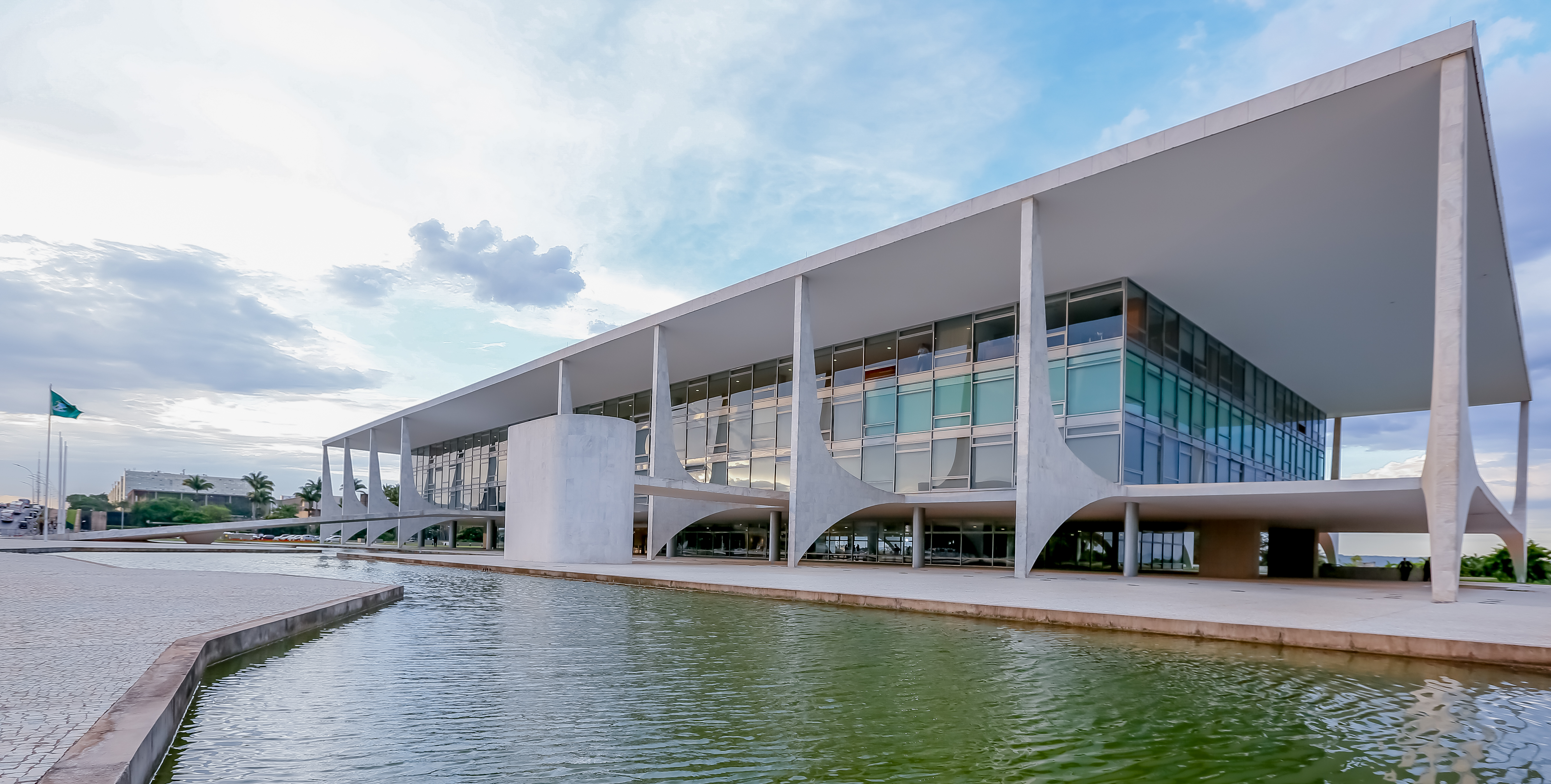
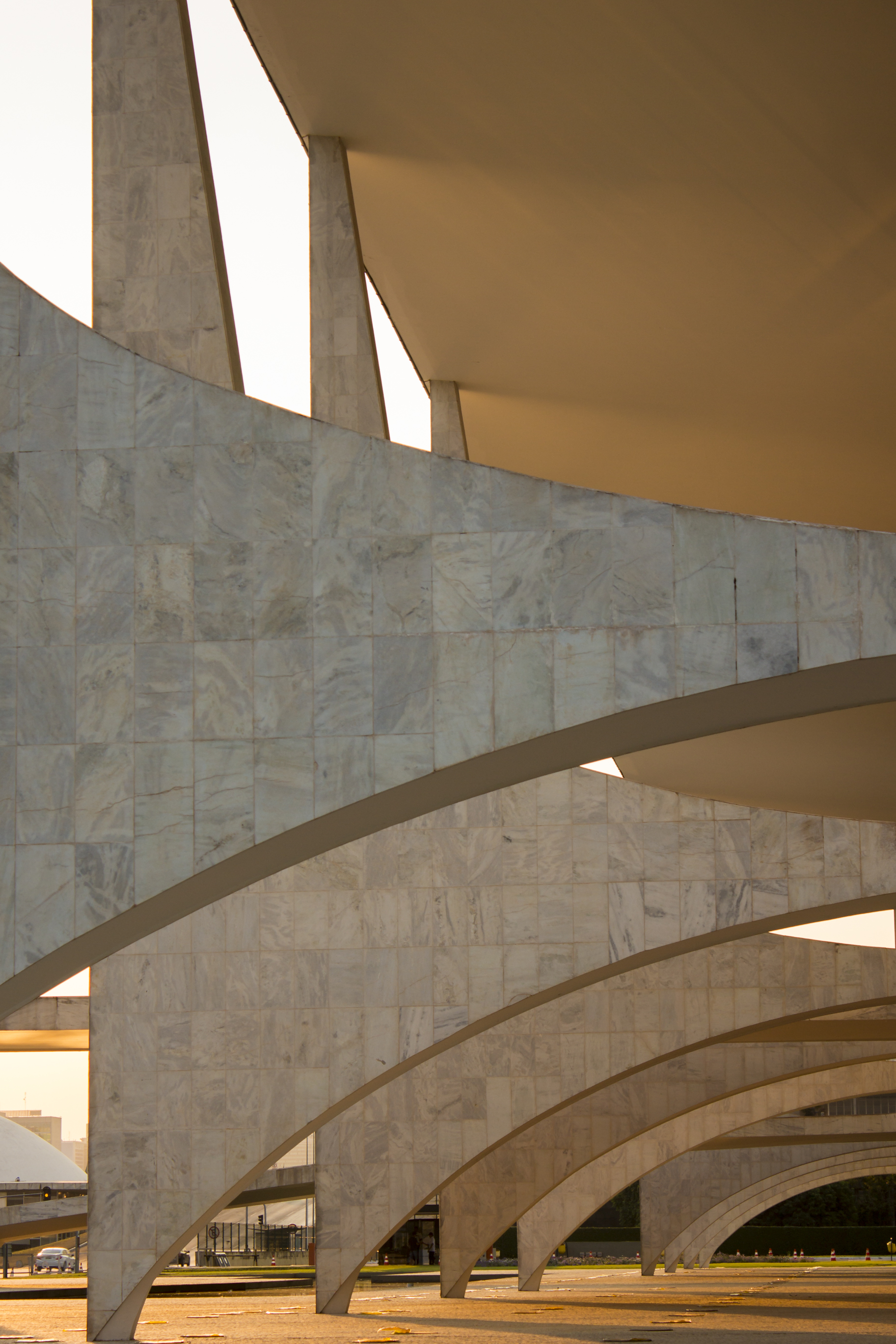
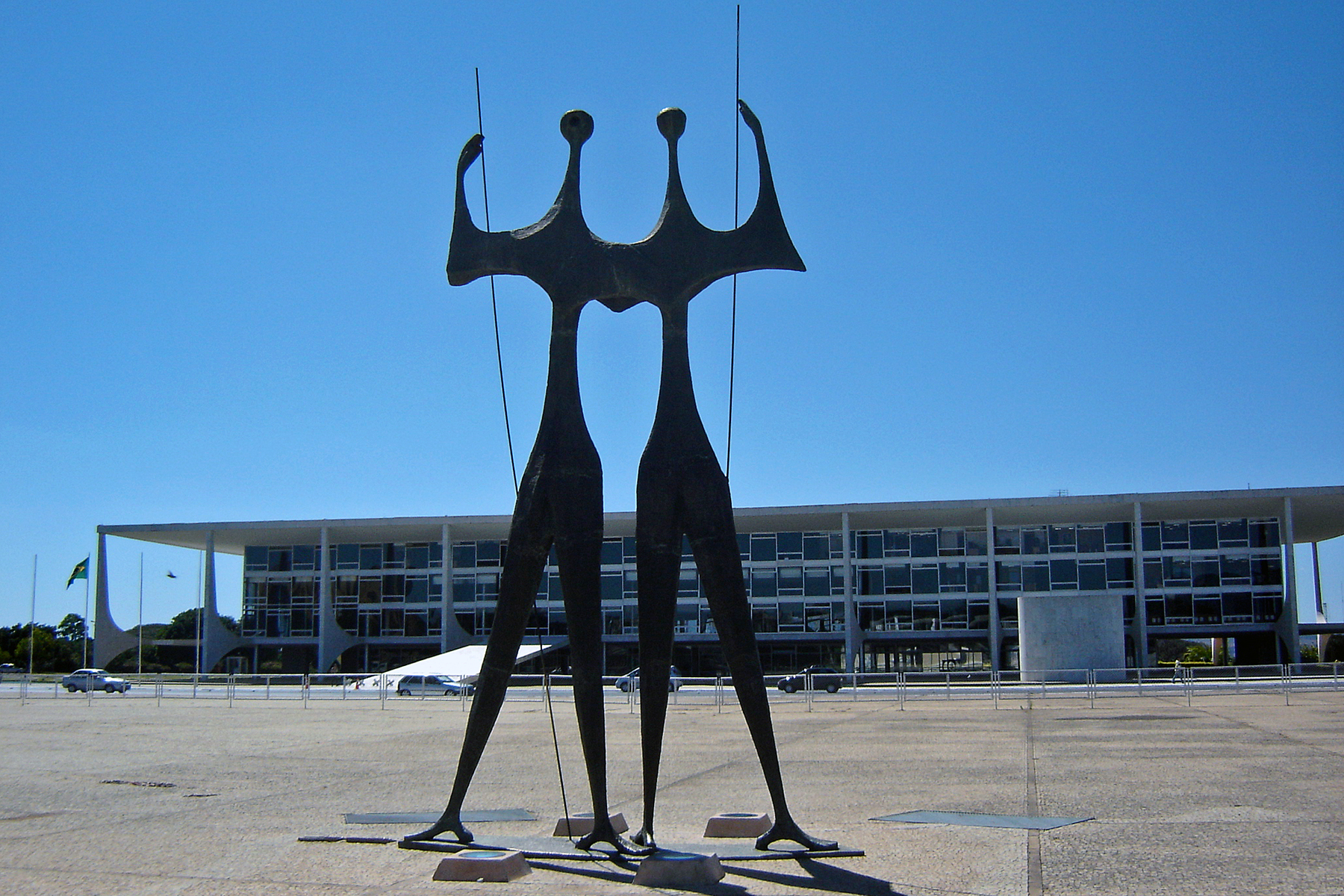
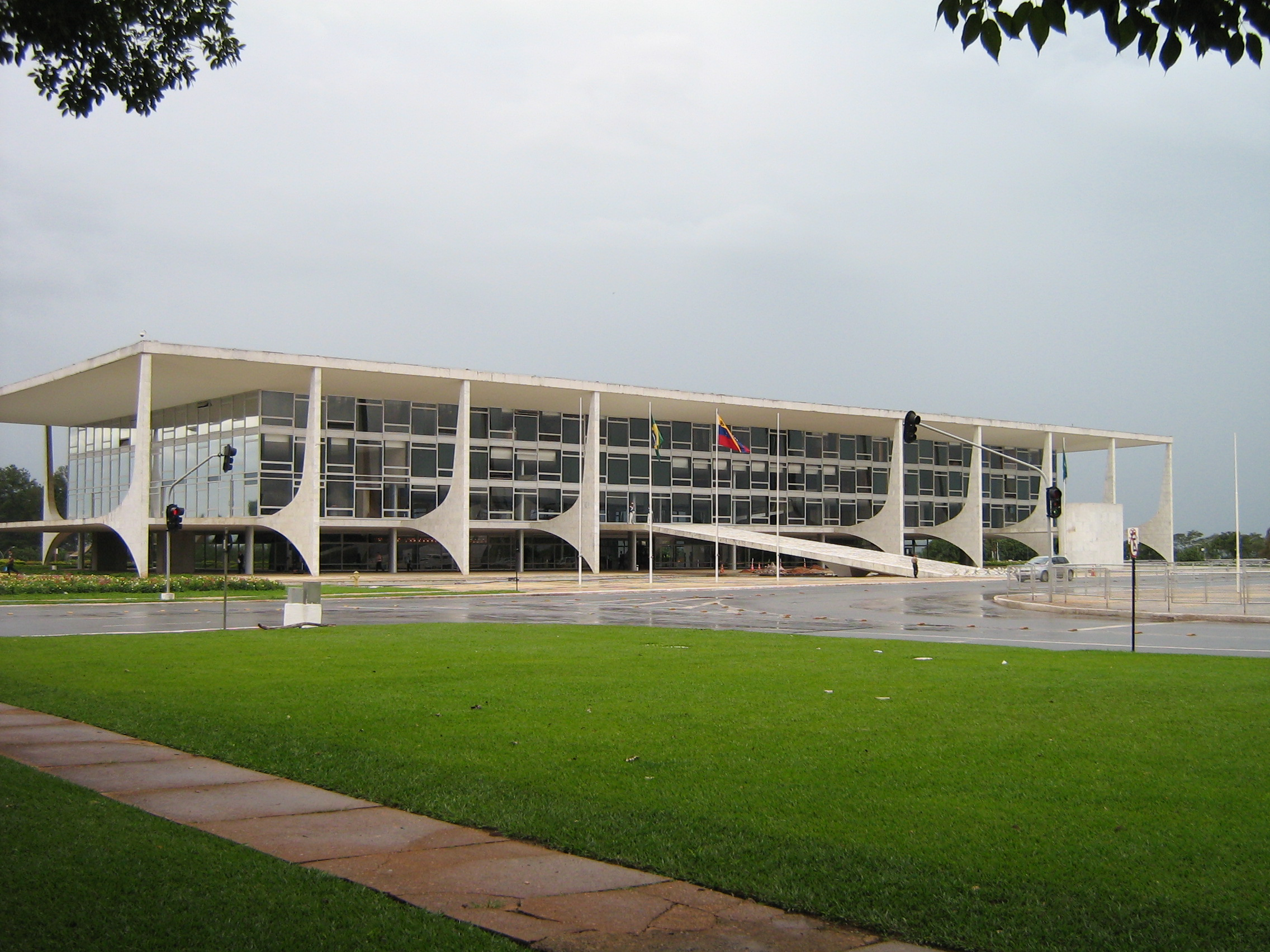
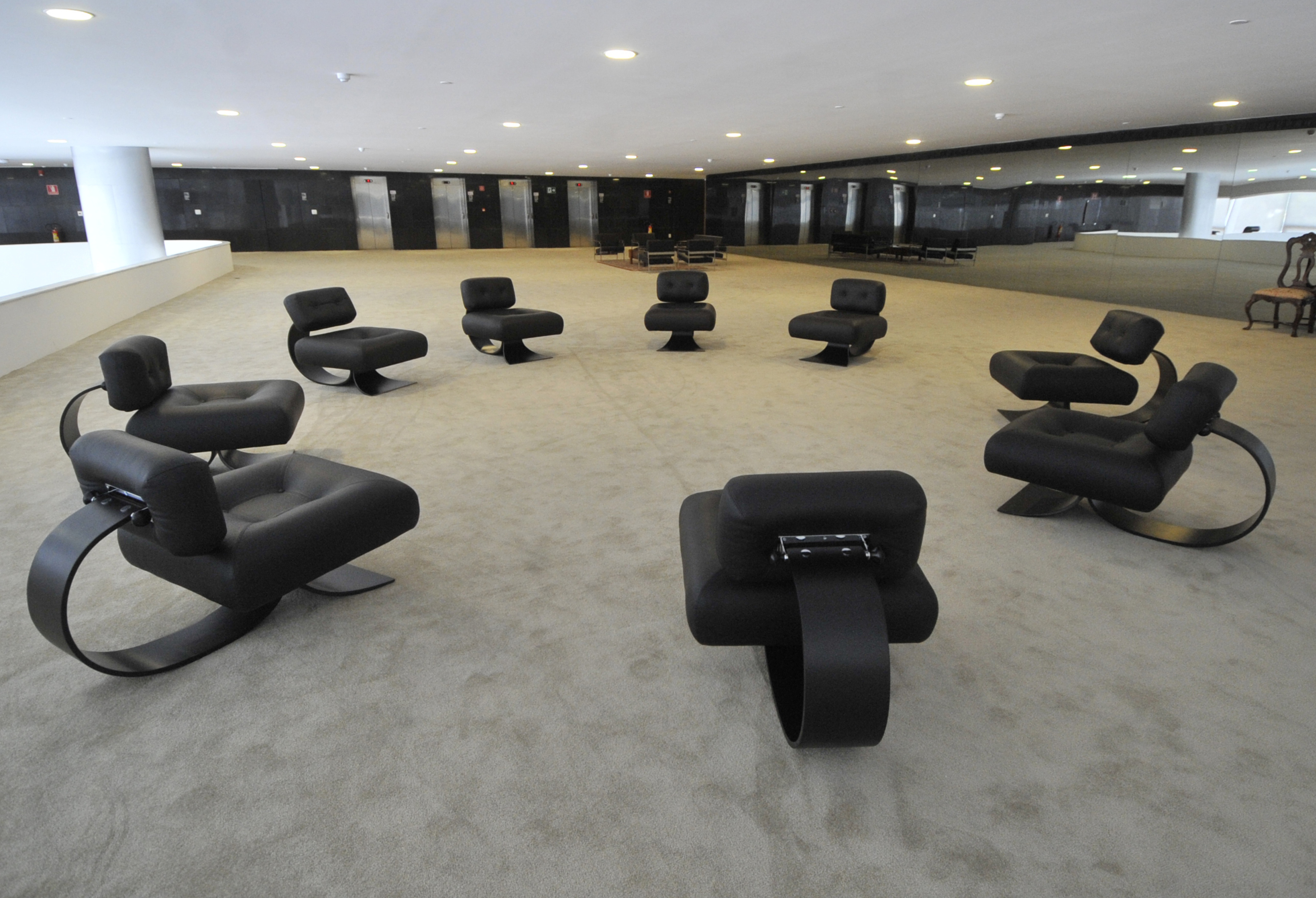
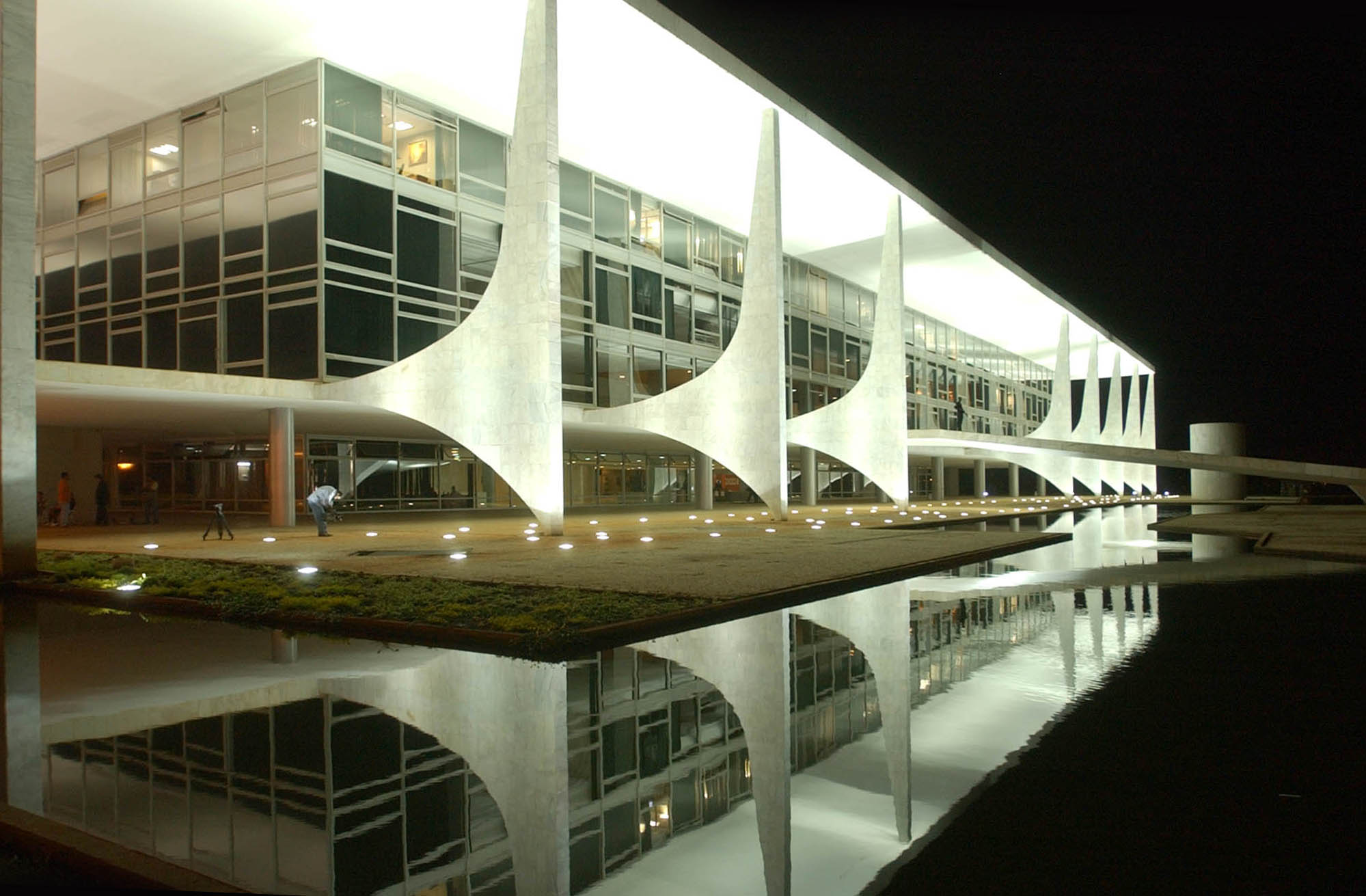
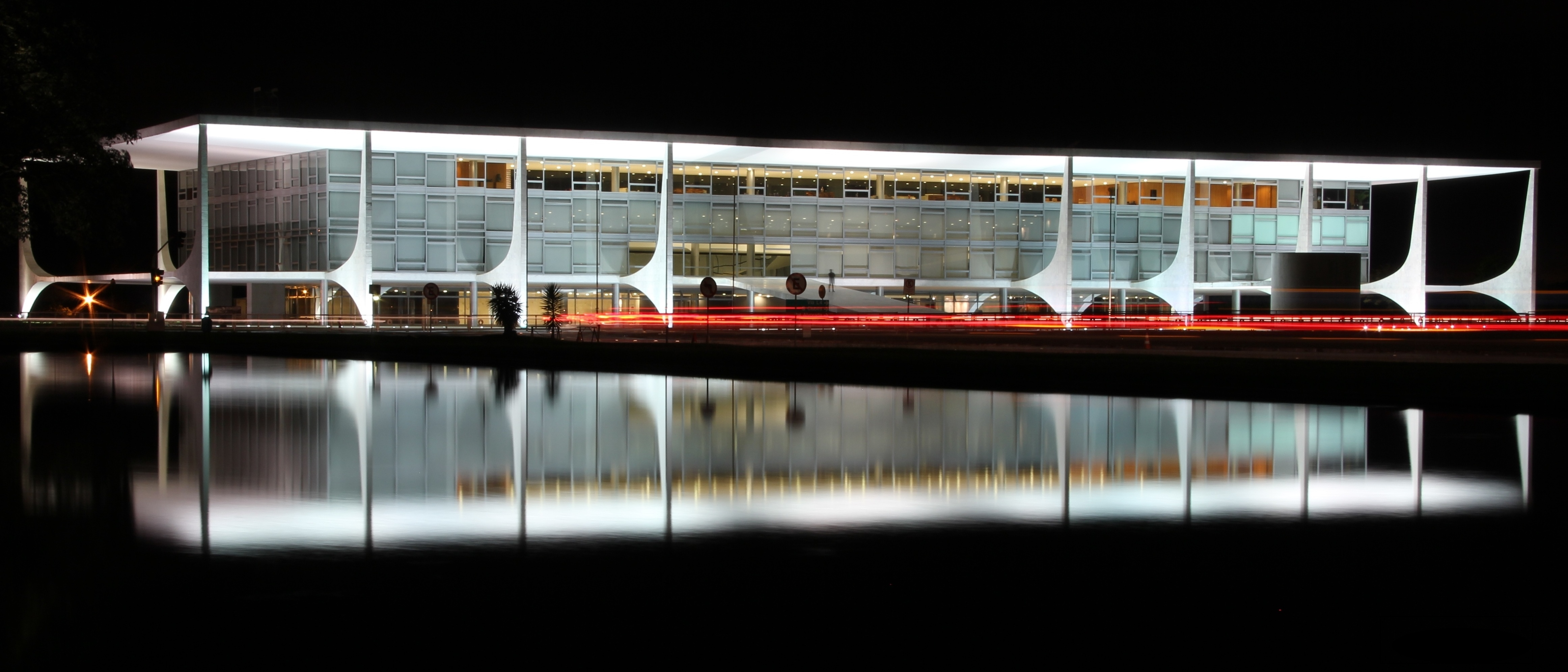
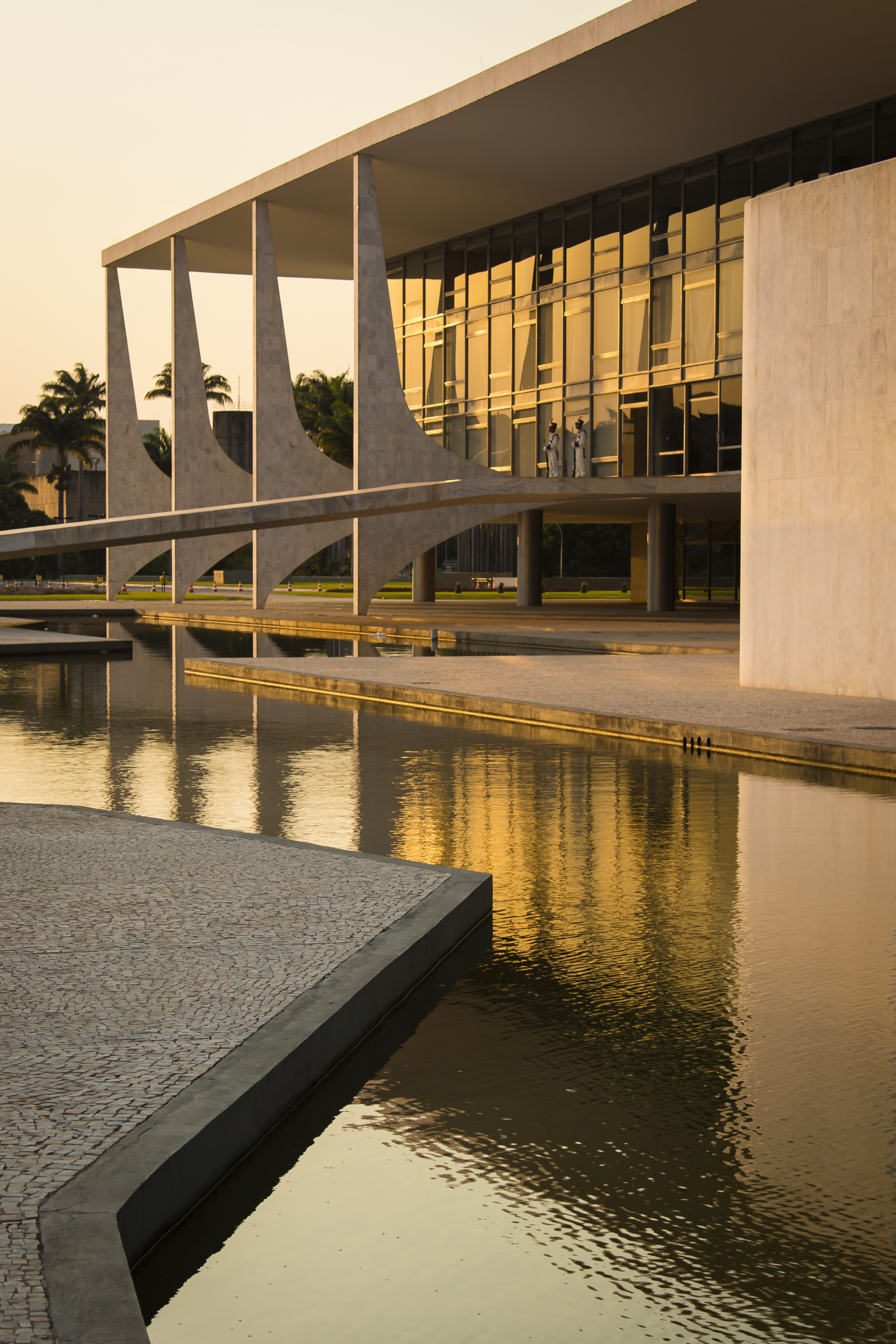
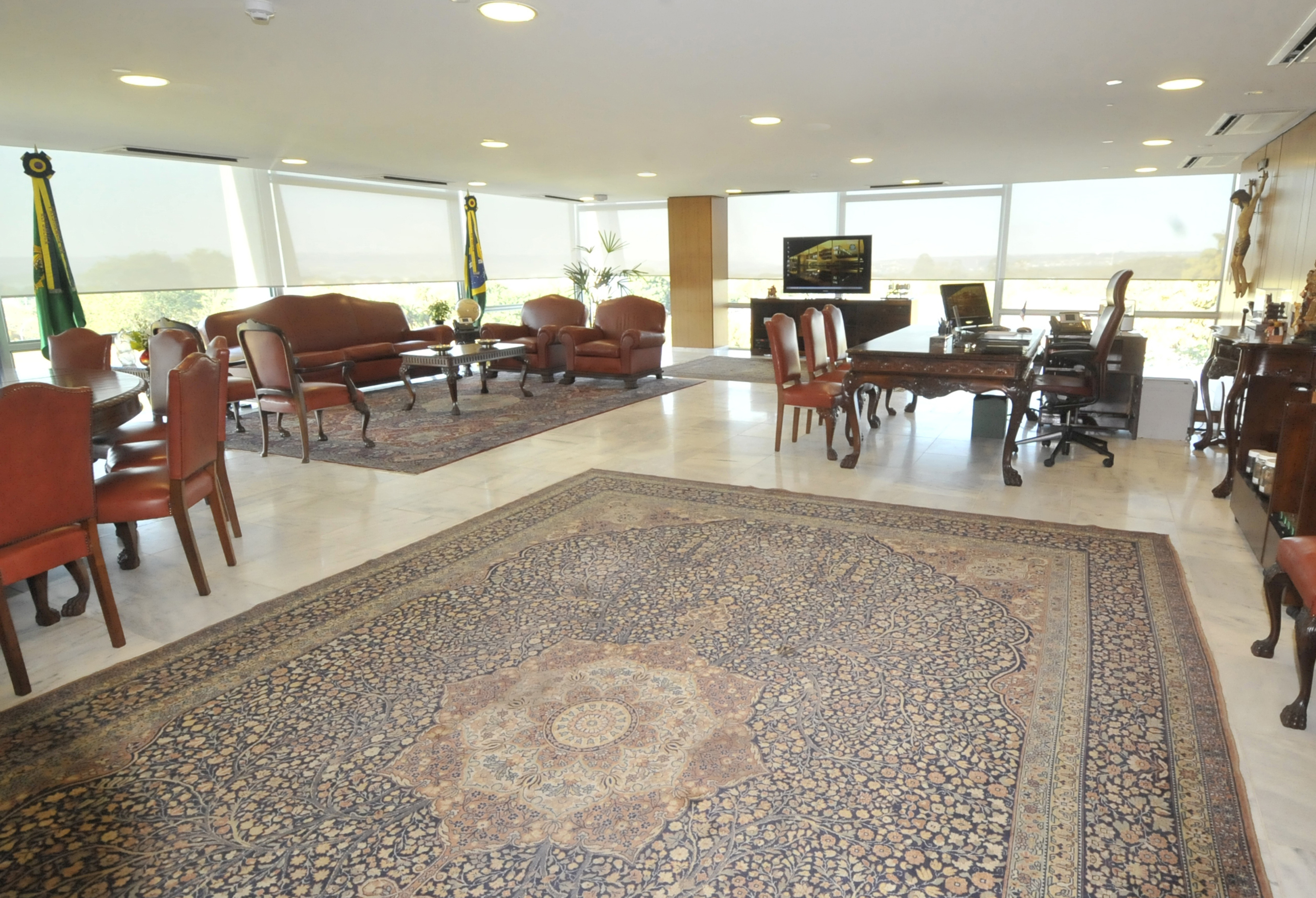
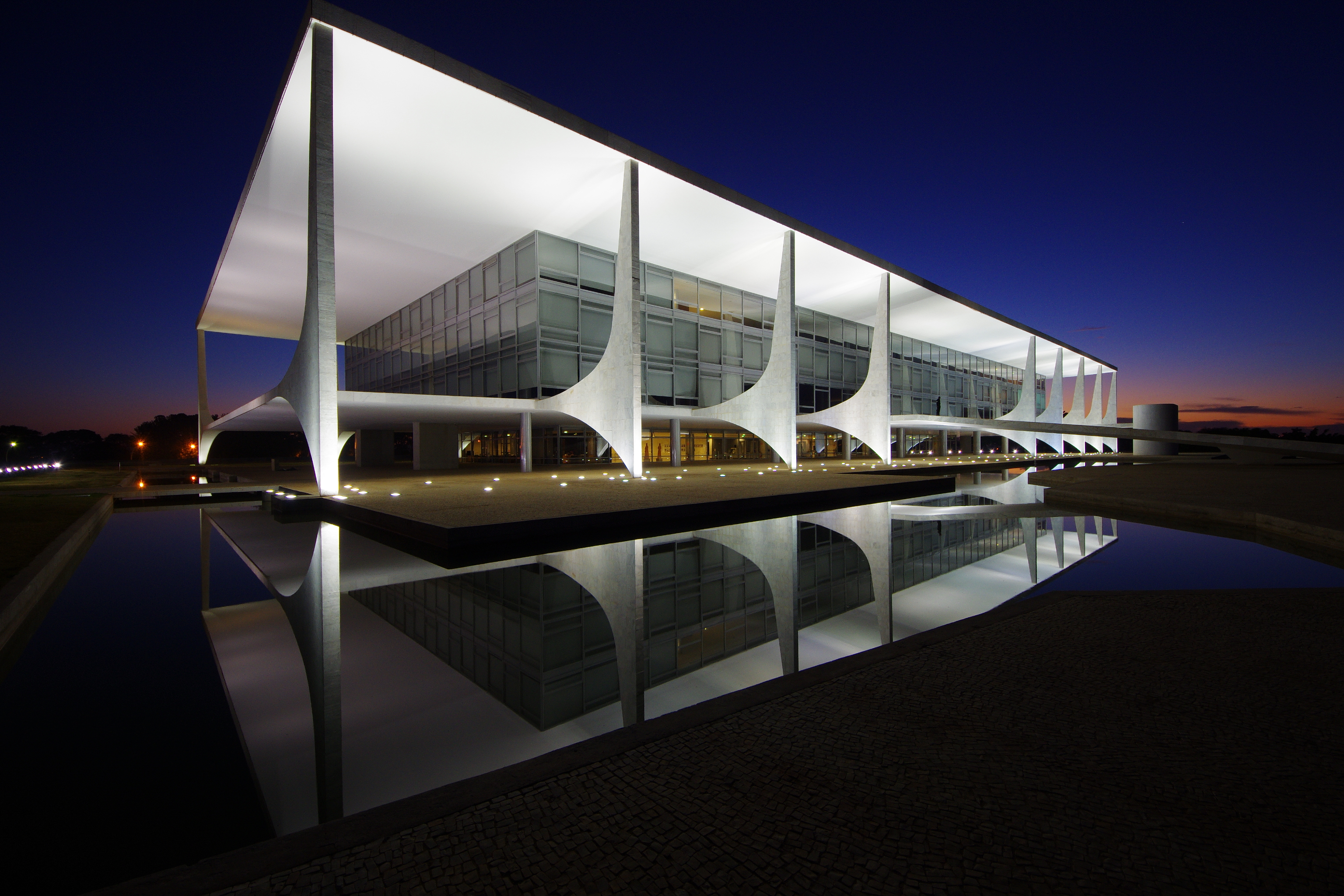
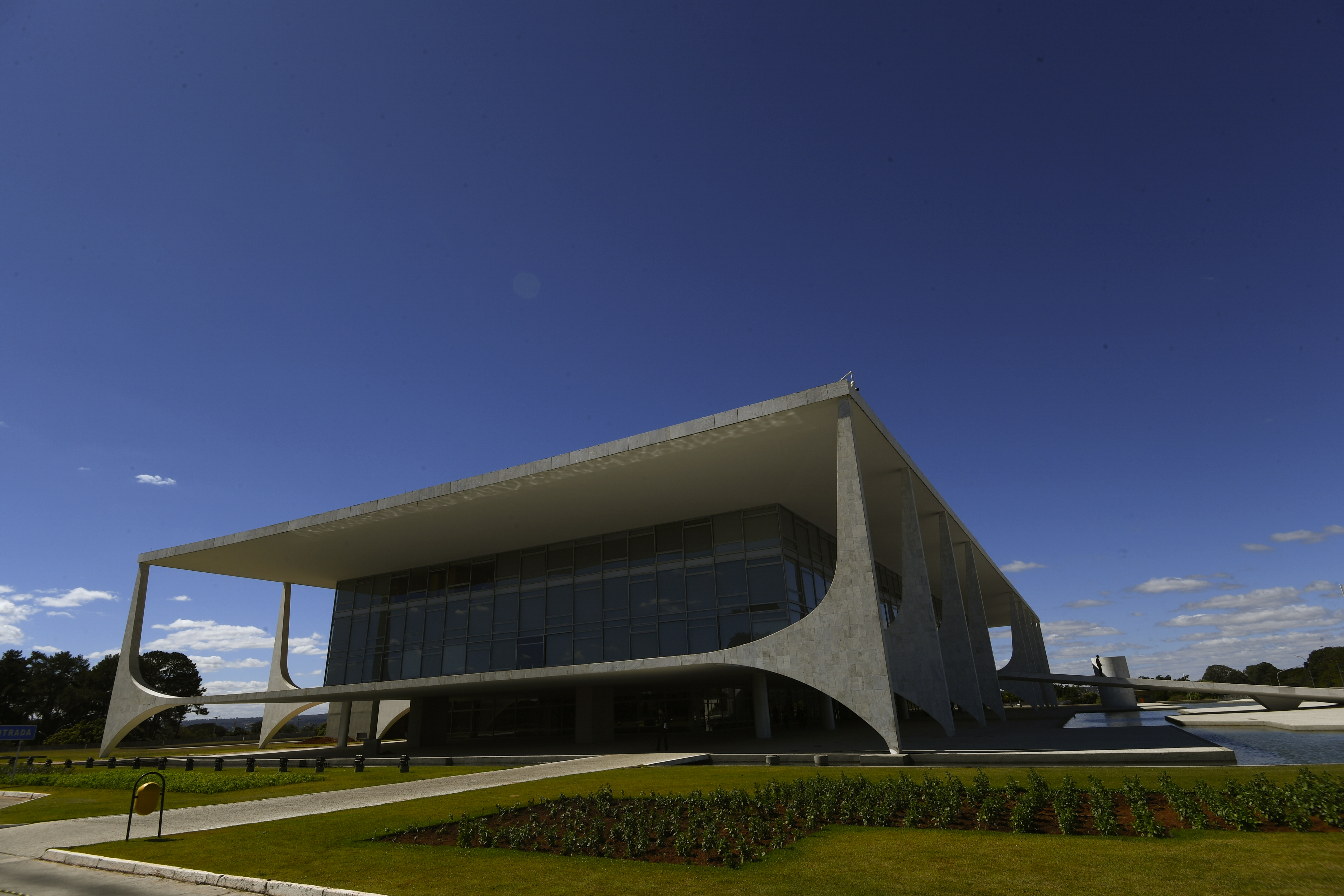